# Malé Tomanovské pleso
Malé Tomanovské pleso je ledovcové jezero ve skupině Tomanovských ples v Tomanovské dolině, jež je horní větví Tiché doliny v Západních Tatrách na Slovensku. Má rozlohu 0,0272 ha a je 36 m dlouhé a 18 m široké. Dosahuje maximální hloubky 1 m a objem vody v něm činí 90 m³. Leží v nadmořské výšce 1617 m.

## Okolí
Okolí plesa je porostlé kosodřevinou. Na jihovýchodě se nachází ve vzdálenosti 100 m Vyšné Tomanovské pleso a na severozápadě ve vzdálenosti 200 m Nižné Tomanovské pleso. Na jihovýchodě se zvedají svahy Liptovské Tomanové a na jihozápadě svahy Poľské Tomanové. Na západě ve vzdálenosti 200 m vede polsko-slovenská státní hranice.

## Vodní režim
Pleso nemá povrchový přítok ani odtok. Náleží k povodí Tomanova potoka, který o něco níže překonává Tomanovský vodopád. Rozměry jezera v průběhu času zachycuje tabulka:
| Rok   | Měření prováděl | Rozloha ha | Délka m | Šířka m | Hloubka max.m | Objem m³ |
| ----- | --------------- | ---------- | ------- | ------- | ------------- | -------- |
| [ 1 ] | WET             | 0,03       | 36      | 18      | [ 1 ]         | [ 1 ]    |
| 2005  | Gregor, Pacl    | 0,0272     | [ 1 ]   | [ 1 ]   | 1             | 90       |

## Přístup
Pleso není veřejnosti přístupné.  Červená turistická značka z Rázcestí pod Tomanovou, která vedla 300 m severně dále na Tomanovské sedlo a do Polska byla zrušena v roce 2008.